# 费迪南德·科恩

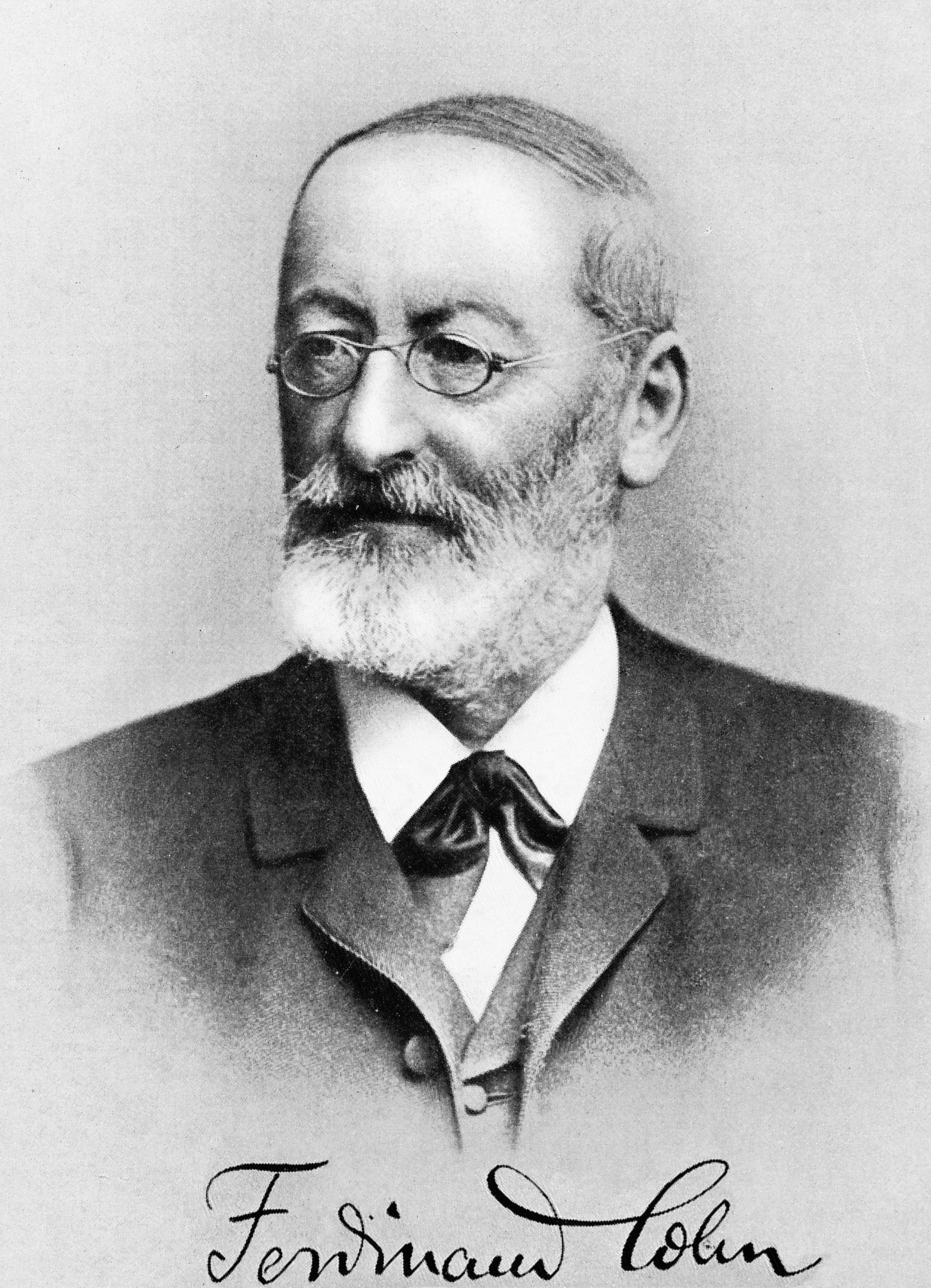
费迪南德·科恩

费迪南德·朱利叶斯·科恩（德語：Ferdinand Julius Cohn；1828年1月24日—1898年6月25日），德国生物学家、植物学家，与路易·巴斯德、罗伯特·科赫等人一同被誉为细菌学及微生物学的先驱。

## 生平
费迪南德·科恩出生于普鲁士西里西亚省布雷斯劳（今波兰弗罗茨瓦夫）。他的父亲是一个商人。科恩10岁时患上了听力障碍。
16岁起，科恩在布雷斯劳大学研读植物学，但由于其犹太人的身份，他不被允许参加布雷斯劳大学最终学位的毕业考试。 而后他转学至柏林大学，并于19岁时获得植物学学位。此后，科恩在柏林持续研学植物学，并结实了许多顶尖科学家。
1849年，科恩回到布雷斯劳大学，并在此从事教学和科研，度过了整个职业生涯。1850年代，他在此研究了植物细胞的生长和分裂。1860年代，他从多方面研究了植物生理学。从1870年期，他着手开始研究细菌学，使布雷斯劳成为当时植物学、微生物学研究的中心之一。他一生发表了超过150个研究报告。
科恩首次将藻类划归为植物，同时定义了其与绿色植物的差异。此外，科恩依据细菌的外形，将细菌分为四类（“細菌形態分類”）：球菌（sphericals）、短杆菌（short rods）、螺旋菌（spirals）、线状菌（threads）。
1885年，他获得列文虎克奖章。